# Бурля (приток Увельки)
Бурля — река в России, протекает по Уйскому району Челябинской области. Устье реки находится в 193 км по правому берегу реки Увельки. Длина Бурли составляет 18 км.
Площадь водосборного бассейна — 106 км².

## Данные водного реестра
По данным государственного водного реестра России, река относится к Иртышскому бассейновому округу. Водохозяйственный участок реки — Увелька. Речной подбассейн Бурли — Тобол, речной бассейн — Иртыш.